# Pseudomonas aeruginosa

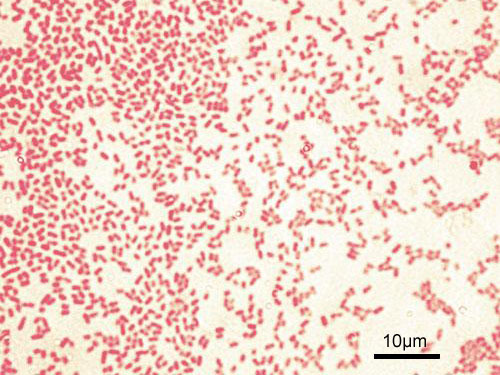
Gram-stained Pseudomonas aeruginosa bacteria (pink-red rods).

Pseudomonas aeruginosa  (hay còn gọi là Trực khuẩn mủ xanh) là một vi khuẩn phổ biến gây bệnh ở động vật và con người. Nó được tìm thấy trong đất, nước, hệ vi sinh vật trên da và các môi trường nhân tạo trên khắp thế giới. Vi khuẩn không chỉ phát triển trong môi trường không khí bình thường, mà còn có thể sống trong môi trường có ít khí oxy, và do đó có thể cư trú trong nhiều môi trường tự nhiên và nhân tạo. Vi khuẩn này dinh dưỡng bằng rất nhiều các hợp chất hữu cơ; ở động vật, nhờ khả năng thích ứng vi khuẩn cho phép nó lây nhiễm và phá hủy các mô của người bị suy giảm hệ miễn dịch. Triệu chứng chung của việc lây nhiễm thông thường là gây ra viêm nhiễm và nhiễm trùng huyết. Nếu vi khuẩn xâm nhập vào các cơ quan thiết yếu của cơ thể như phổi, đường tiết niệu, và thận, sẽ gây ra những hậu quả chết người; vì vi khuẩn này phát triển tốt trên các bề mặt bên trong cơ thể. Vi khuẩn cũng được phát hiện trên các dụng cụ y khoa bao gồm catheter, gây ra nhiễm khuẩn bệnh viện và phòng mạch. Đây cũng là nguyên nhân gây ra viêm chân lông.

## Đặc điểm
Đây là vi khuẩn Gram âm, hiếu khí, hình que với khả năng di chuyển một cực. Ngoài việc một là mầm bệnh cơ hội cho con người, P. aeruginosa còn được biết đến như là mầm bệnh cơ hội cho thực vật. P. aeruginosa là loài điển hình thuộc giống Pseudomonas (Migula).
P. aeruginosa có khả năng tiết ra nhiều loại sắc tố, bao gồm pyocyanin (lam-lục), fluorescein (vàng-lục và fluorescent, hiện tại được gọi là pyoverdin), và pyorubin (đỏ-nâu). King, Ward, và Raney đã tìm ra thạch Pseudomonas Agar P (môi trường aka King A) để tạo điều kiện cho vi khuẩn tiết pyocyanin và pyorubin, thạch Pseudomonas Agar F (môi trường aka King B) tạo điều kiện cho vi khuẩn tiết sắc tố fluorescein.
P. aeruginosa thường được xác định sơ bộ bởi vẻ ngoài của khuẩn lạc óng ánh như hạt trai và có sản xuất mùi thơm (tương tự mùi dầu chuối) khi được nuôi cấy in vitro. Các triệu chứng khẳng định sự có mặt của P. aeruginosa trong lâm sàng thường bao gồm khả năng sinh cả hai sắc tố pyocyanin và fluorescein, cũng như khả năng phát triển
tại nhiệt độ 42 °C. P. aeruginosa có khả năng sinh trưởng trong diesel và nhiên liệu máy bay, nơi mà vi khuẩn này được coi là vi sinh vật sử dụng hydrocarbon (hay "HUM bug"), và gây ra sự ăn mòn vi thể. Nó tạo nên một lớp mờ tối đôi khi được gọi không chính thức là "algae" bởi vì vẻ ngoài của chúng.
Mặc dù được phân loại là một sinh vật hiếu khí, P. aeruginosa còn được xem như là sinh vật kị khí tùy tiện, vì vi khuẩn này có thể tăng sinh trong môi trường thiếu một phần hay toàn phần khí oxy. Nó có thể tăng sinh yếm khí bằng cách sử dụng nitrat như là chất nhận điện tử cuối cùng, và thậm chí khi thiếu nitrat nó cũng có thể lên men arginine bằng phosphoryl hóa ở mức cơ chất. Khả năng thích nghi trong môi trường vi hiếu khí hay kị khí mang ý nghĩa quan rất quan trọng đối với cơ chế sinh bệnh của P. aeruginosa, ví dụ, ở những bệnh nhân bị viêm phổi do bệnh xơ nang, khi mà lớp alginate dày bao quanh những tế bào vi khuẩn nhầy có thể giới hạn sự khuếch tán của oxy vào máu.

## Danh pháp
- Từ Pseudomonas có nghĩa bộ phận giả, bắt nguồn từ tiếng Hi Lạp pseudo- (Tiếng Hi Lạp cổ: ψευδο, giả) và từ monas (tiếng Latinh: monas, từ tiếng Hi Lạp cổ: μονος, một bộ phận duy nhất). Thuật ngữ mon được sử dụng vào thuở ban đầu của lịch sử vi sinh học để đề cập đến mầm bệnh, ví dụ, Giới Monera.
- Những loài mang tên aeruginosa trong tiếng La tin có nghĩa là gỉ đồng, giống như lớp đồng bị oxy hóa trên tượng Nữ thần Tự do. Điều này cũng được dùng để miêu tả sắc tố lam-lục của vi khuẩn trong nuôi cấy trong phòng thí nghiệm. Sắc tố lam-lục là một hợp chất của hai chất chuyển hóa do P. aeruginosa tiết ra, pyocyanin (lam) và pyoverdine (vàng), hai sắc tố này kết hợp với nhau tạo ra sắc tố lam-lục của môi trường nuôi cấy. Sự tổng hợp Pyocyanin được điều hòa bởi sự cảm biến túc số như trong các màng sinh học liên hệ với sự cư trú của các vi khuẩn tại phổi trong các bệnh nhân xơ nang. Một khẳng định khác là từ này có lẽ bắt nguồn tiền tố tiếng Hi Lạp ae- nghĩa là "cũ hay già nua, và hậu tố ruginosa có nghĩa nhăn nheo hay lỗ chỗ.[12]
- Nguồn gốc của hai từ pyocyanin và pyoverdine cũng là từ tiếng Hi Lạp, với pyo-, nghĩa là mủ, cyanin, nghĩa là lam, và verdine, nghĩa là lục. Nếu sắc tố pyoverdine xuất hiện riêng lẻ không có sắc tố pyocyanin thì có màu vàng ánh bạc.

## Đa dạng gen
Nhiễm sắc thể của Pseudomonas aeruginosa được cấu tạo phần lớn bởi nucleotid loại G+C, bao gồm một lõi chính được bảo tồn và các phần phụ khác nhau. Bộ gen lõi của các dòng P. aeruginosa phần lớn là giống nhau, biểu hiện sự đa dạng thấp, và chỉ chứa vài locus quy định những tính trạnh nổi bật, như locus pyoverdine, flagella, pilA, và locus sinh tổng hợp kháng thể O. Những đoạn gen quy định các tính trạng nằm rải rác khắp bộ di truyền và khoảng một phần ba trong số chúng nằm kề sát các gen tRNA hay tmRNA. Ba điểm chính được biết tới nhờ tính đa dạng di truyền của vi khuẩn gây ra bởi sự tương tác lẫn nhau giữa các họ đảo gen pKLC102 / PAGI-2 vào các gen tRNALys hay tRNAGly. Các đảo gen riêng lẻ khác nhau về thứ tự các gen trao đổi chất, nhưng giống nhau về các gen tương kề truyền lại trực tiếp cho các chủng và các loài. Các bệnh không điển hình thường là do đột biến khuyết chức năng mất, tái cấu trúc, và lặp các đoạn gen trong bộ nhiệm sắc thể P. aeruginosa. Số lượng của loài P. aeruginosa chủ yếu được đặc trưng bởi một vài chủng gây bệnh phân bố rộng trong môi trường sống. Bộ gen được cấu thành bởi các phân đoạn gen của dòng vô tính điển hình trong lõi với dòng gen không bị giới hạn trong dân số.

## Polysaccharide bề mặt tế bào
Các polysaccharide bề mặt tến bào đóng vai trò đa dạng trong đời sống của vi khuẩn. Nó đóng vai trò như là một hàng rào chắn giữa thành tế bào và môi trường xung quanh, làm trung gian trong tương tác giữa ký chủ mầm bệnh, và hình thành các cấu trúc của các màng sinh học. Các polysaccharide được tổng hợp từ những chất báo hiệu hoạt hóa bởi nucleotide, và trong phần lớn các trường hợp, tất cả các enzym cần thiết cho sinh tổng hợp được tập hợp và vận chuyển trong một polymer hoàn chỉnh mã hóa bởi các gen nằm trong các cụm riêng biệt bên trong bộ nhiễm sắc thể sinh vật. Lipopolysaccharide là một trong những polysaccharide bề mặt tế bào quan trọng nhất, vì nó đóng vai trò cấu trúc thiết yếu là chìa khóa cho sự hoàn thiện của màng ngoài tế bào, cũng như là một chất trung gian quan trọng trong tương tác mầm bệnh ký chủ. Tính chất di truyền học của sự sinh tổng hợp cái gọi là băng A (polyme đồng nhất) và băng B (polyme không đồng nhất) kháng nguyên O đã được xác định rõ ràng, và các tiến bộ xa hơn trong việc tìm hiểu con đường sinh hóa của sinh tổng hợp của các cấu trúc trên đã đạt được. Các alginate polysaccharide màng ngoài là một copolymer tuyến tính của β-1,4-được liên kết D-mannuronic acid và L-glucuronic dư lượng axit, và chịu trách nhiệm về kiểu hình mucoid của bệnh giai đoạn cuối, xơ nang. Các locus pel và psl đã được phát hiện gần đây như là các cụm gen mã hóa polysaccharide màng ngoài có vai trò quan trọng trong cấu thành màng sinh học. Việc tổng hợp rhamnolipid là một chất hoạt hoá bề mặt sinh học, được kiểm soát chặt chẽ ở cấp độ phiên mã, nhưng vai trò chính xác của nó trong cơ chế sinh bệnh vẫn chưa được hiểu rõ cho tới hiện nay. Các protein glycosyl hóa, đặc biệt là pilin và flagellin, hiện tại là trọng tâm nghiên cứu của một số trung tâm khoa học, và nó đã được thể hiện là quan trọng trong việc bám dính và xâm lấn trong quá trình nhiễm khuẩn.

## Sinh bệnh học

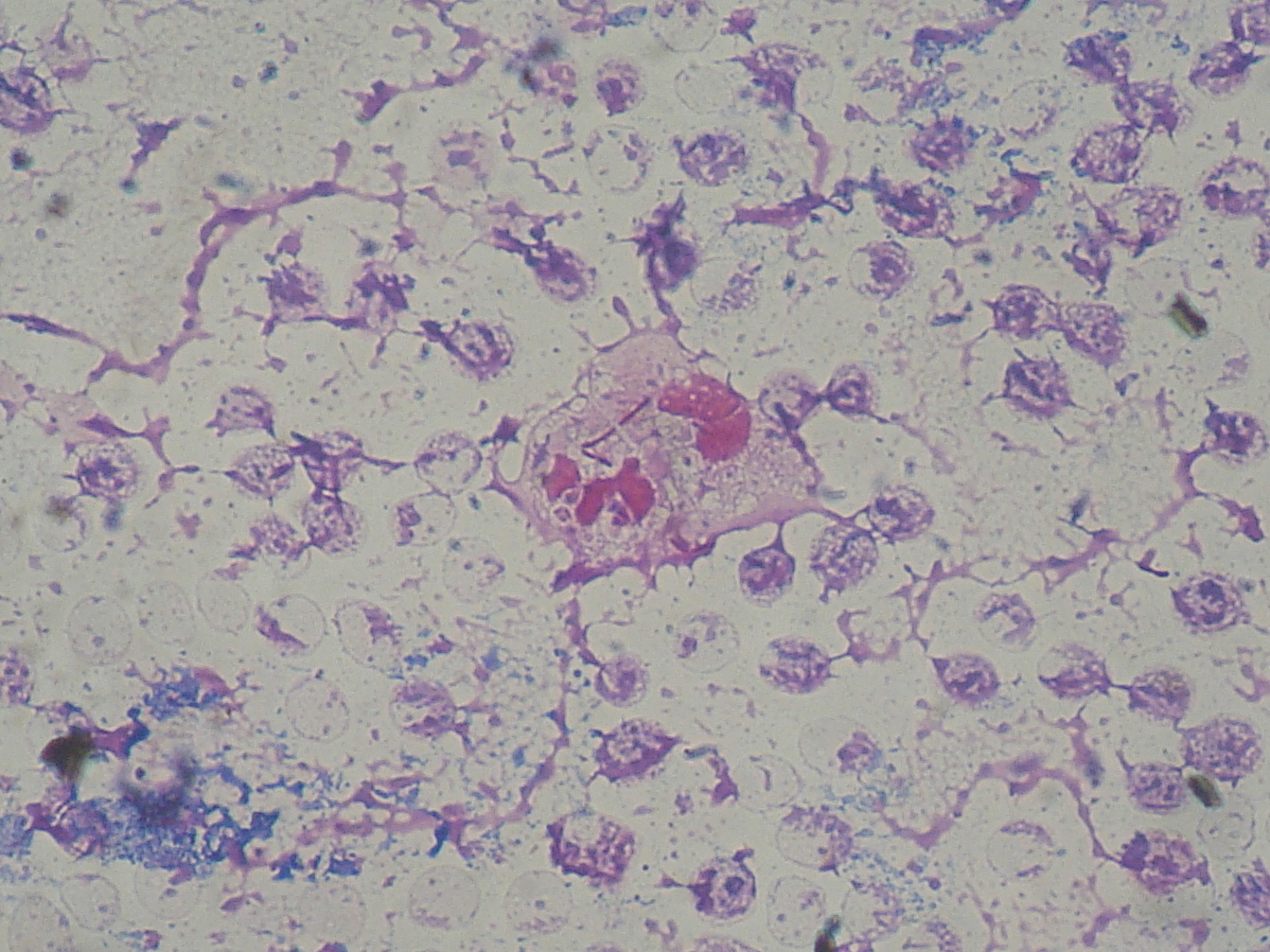
Phagocytosis of P. aeruginosa by neutrophil in patient with bloodstream infection (Gram stain)

Là một mầm bệnh cơ hội gây nhiễm trùng bệnh viện tấn công các bệnh nhân bị suy giảm miễn dịch, P. aeruginosa thường gây nhiễm trùng đường hô hấp, đường tiết niệu, các vết bỏng, vết thương, và còng gây ra nhiễm trùng huyết.
Nhiễm trùng bệnh viện
| Nhiễm trùng bệnh viện      | Các triệu chứng chi tiết và liên kết thông thường | Các nhóm nguy cơ cao                                                 |
| -------------------------- | ------------------------------------------------- | -------------------------------------------------------------------- |
| Viêm phổi                  | Diffuse bronchopneumonia                          | Bệnh nhân xơ nang                                                    |
| Nhiễm trùng huyết          | Associated with skin lesion ecthyma gangerenosum  | Bệnh nhân bị giảm bạch cầu trung tính                                |
| Nhiễm trùng đường niệu     | Urinary tract catheterisation                     |                                                                      |
| Gastrointestinal infection | Necrotising enterocolitis (NEC)                   | NEC especially in premature infants and neutropaenic cancer patients |
| Nhiễm trùng da và mô mềm   | Xuất huyết và hoại tử                             | Các bệnh nhân bỏng bị nhiễm trùng vết thương                         |